# Nowe Warpno (gemeente)
De gemeente Nowe Warpno is een stad- en landgemeente in powiat Policki (West-Pommeren). Aangrenzende gemeenten:
- Świnoujście (stadsdistrict)¹
- Police (powiat Policki)
- Stepnica (powiat Goleniowski)¹
- Duitsland:Vorpommern-Greifswald

Zetel van de gemeente is in de stad Nowe Warpno.
De gemeente beslaat 29,7% van de totale oppervlakte van de powiat.

## Demografie
Stand op 30 juni 2004:
| Omschrijving                   | Totaal | Totaal | Vrouwen | Vrouwen | Mannen | Mannen |
| ------------------------------ | ------ | ------ | ------- | ------- | ------ | ------ |
| eenheid                        | aantal | %      | aantal  | %       | aantal | %      |
| inwoners                       | 1585   | 100    | 838     | 52,9    | 747    | 47,1   |
| bevolkingsdichtheid (inw./km²) | 8      | 8      | 4,3     | 4,3     | 3,8    | 3,8    |

De gemeente heeft 2,5% van het aantal inwoners van de powiat. In 2002 bedroeg het gemiddelde inkomen per inwoner 2169,45 zł.

## Plaatsen
- Nowe Warpno (Duits Neuwarp, stad sinds 1350)

Administratieve plaatsen (sołectwo) van de gemeente Nowe Warpno:
- Brzózki en Warnołęka.
- Overige plaatsen: Mszczuje, Myślibórz Mały en Myślibórz Wielki.